# Sonia Torres
Sonia Torres (Villa Dolores, provincia de Córdoba, Argentina, 2 de septiembre de 1929-Córdoba, 20 de octubre de 2023) fue una activista argentina de derechos humanos, fundadora y presidenta de la asociación Abuelas de Plaza de Mayo filial Córdoba.
Su hija Silvina fue secuestrada y desaparecida el 26 de marzo de 1976, dos días después de iniciado el autodenominado Proceso de Reorganización Nacional, mientras cursaba su embarazo. El hijo de Silvina nació el 14 de junio de 1976 en la Maternidad Provincial de Córdoba bajo el nombre de Daniel Efraín Parodi, fue apropiado y hasta la fecha no apareció. Sonia falleció el 20 de octubre de 2023 sin haber conocido la identidad de su nieto.

## Biografía
Sonia Torres nació en Villa Dolores y al terminar la secundaria se mudó a Rosario, donde estudió Farmacia. Allí conoció a su esposo, Enrique Parodi, pero terminó sus estudios en la Universidad Nacional de Córdoba, ciudad donde vivió el resto de su vida. Fue la primera universitaria de su familia y tuvo tres hijos: Luis, Silvina y Giselle.
El 24 de marzo de 1976 comenzó uno de los períodos más oscuros de la historia argentina: la dictadura cívico militar autodenominada Proceso de Reorganización Nacional. Tan solo dos días después, fue secuestrada y desaparecida su hija Silvina, quien cursaba un embarazo de unos seis meses, y su esposo Daniel Orozco, en su casa de barrio Alta Córdoba.
La pareja estuvo detenida en el Centro Clandestino de Detención La Perla. Daniel fue fusilado días después de su secuestro y Silvina continúa desaparecida. Su último paradero conocido fue la cárcel de mujeres El Buen Pastor.
Sonia buscó a su hija, su yerno y su nieto, el primero que tuviera, con el apoyo de su familia, hasta que en 1977 se unió a la asociación civil Abuelas de Plaza de Mayo y fundó su sede de Córdoba, de la que fue presidenta.
Durante las audiencias del megajuicio La Perla, Giselle Parodi, hermana de Silvina, contó que el nieto de Sonia fue nombrado Daniel Efraín, según el testimonio de la monja Asunción Medrano, y nació el 14 de junio de 1976 en la Maternidad Provincial. La madre superiora de la cárcel, Monserrat Tribo, fue la encargada de registrar el nacimiento. Tribo fue luego citada a declarar, pero se fugó.
En la plazoleta frente a la sede de Abuelas Córdoba, Sonia solía sentarse a mirar los rostros de quienes pasaban para encontrar similitudes físicas con los rasgos de su hija. Falleció el 20 de octubre de 2023, a los 94 años, sin saber nada más de Silvina, de su yerno ni de su nieto.

## Reconocimientos

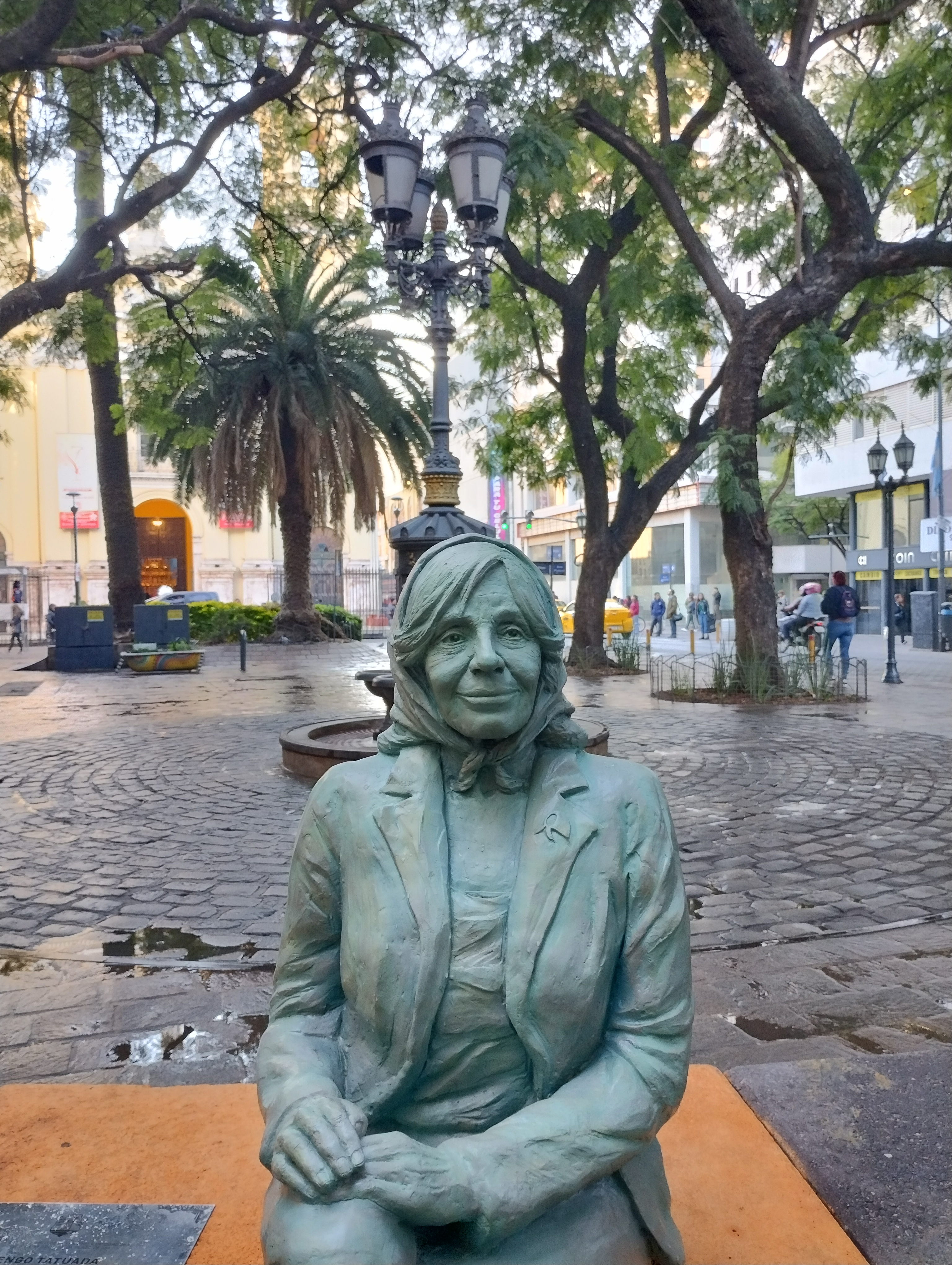
Estatua de Sonia Torres frente a la sede de Abuelas Córdoba.

En 2005, recibió el título de doctor honoris causa de la Universidad Nacional de Córdoba. En el Centro Cultural de la universidad, la muestra “Universitarios y Universitarias Presentes” homenajea a los estudiantes de la UNC detenidos y desaparecidos, entre quienes se encuentra su hija Silvina, quien estudiaba Ciencias Económicas.
El 24 de marzo de 2022, en otro aniversario del inicio de la última dictadura, participó de una versión de «Amor ausente» junto con un grupo de músicos que incluyó a Facundo Toro, Ulises Bueno, Lorena Jiménez, Dúo Coplanacu, Silvia Lallana, Adrián Berra y Vivi Pozzebón, entre otros, recitando unas palabras al inicio de la canción.
En junio de 2023 fue distinguida como Profesora Honoraria por la Universidad Nacional de Villa María, "por su labor incansable en la defensa de los derechos humanos, el fortalecimiento de los valores democráticos y la búsqueda de memoria, verdad y justicia".
Unos meses después de su fallecimiento, el intendente de Córdoba Martín Llaryora anunció la creación de un monumento en honor a Sonia Torres en la Plazoleta de la Merced, frente a la sede de Abuelas Córdoba y su sucesor, Daniel Passerini, envió en 2024 un proyecto de ley para nombrar al anillo vial de Plaza España "Sonia Torres". Entre los meses de marzo y abril se concretaron ambas propuestas por medio de la Legislatura Provincial y el Concejo Deliberante, respectivamente.